# دومیوجی کو

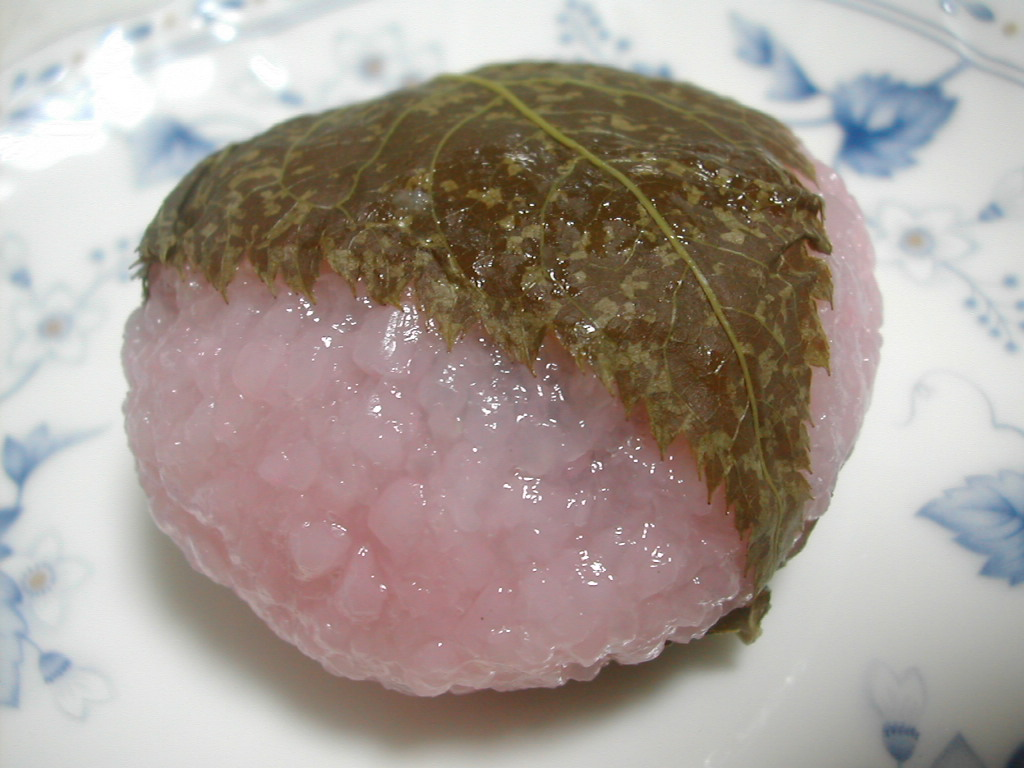
دُومیوجی کو بکار رفته در ساکورا موچی

دُومیوجی کو (به ژاپنی: 道明寺粉 どうみょうじこ) یک نوع مادهٔ خوراکی است که در آن برنج چسبناک ابتدا در آب خیسانده شده سپس آب‌پز شده و سپس دوباره خشک می‌شود. دُومیوجی کو در ساخت انواعی از واگاشی (شیرینی سنتی ژاپنی) از جمله ساکورا موچی یا انواعی از اونیگیری بکار می‌رود.